# Dendronephthya japonica
Dendronephthya japonica is een zachte koraalsoort uit de familie Nephtheidae. De koraalsoort komt uit het geslacht Dendronephthya. Dendronephthya japonica werd in 1905 voor het eerst wetenschappelijk beschreven door Kükenthal. 